# Dollberg

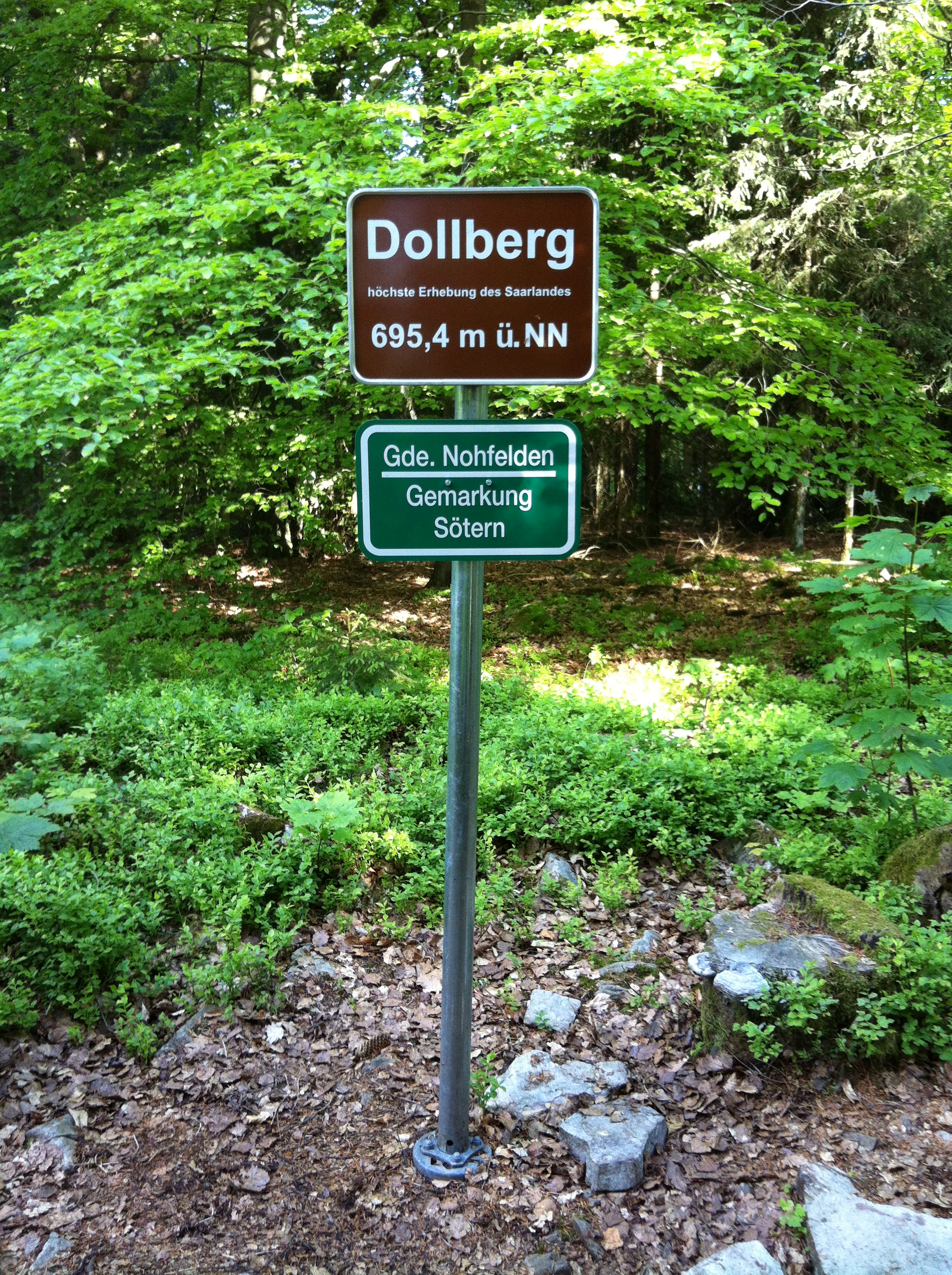
Schild Dollberg – höchste Erhebung des Saarlandes mit veralteter Höhenangabe '

Der Dollberg erhebt sich im Hunsrückteil Schwarzwälder Hochwald auf der Grenze der Landkreise Trier-Saarburg in Rheinland-Pfalz (Nordwesten) und St. Wendel im Saarland (Südosten) und ist mit 695,4 m ü. NHN der höchste Berg des Saarlandes (Deutschland). Er gehört zu den Dollbergen.

## Geographie

### Lage
Der Dollberg erhebt sich im Naturpark Saar-Hunsrück, direkt auf der nördlichen Landesgrenze des Saarlands zu Rheinland-Pfalz, im Südwesten der Dollberge. Sein Gipfel liegt 1,4 km südlich von Neuhütten (Rheinland-Pfalz), der einen Gemarkung des Bergs, 3,5 km nordnordöstlich von Otzenhausen, 3,8 km nordwestlich von Eisen und 4,5 km nordöstlich von Nonnweiler (Saarland) in der Gemarkung von Sötern, das sich als Gemeindeteil von Nohfelden 5,3 km (jeweils Luftlinie) südwestlich vom Dollberg befindet.

### Naturräumliche Zuordnung
Der Dollberg gehört in der naturräumlichen Haupteinheitengruppe Hunsrück (Nr. 24), in der Haupteinheit Hoch- und Idarwald (242) und in der Untereinheit Schwarzwälder Hochwald (242.0) zum Naturraum Dollberge und Herrsteiner Forst (242.02). Die Landschaft fällt nach Norden bis Westen in die Untereinheit Züscher Hochmulde (242.1) ab und nach Süden bis Südosten in die zur Haupteinheit Prims-Nahe-Bergland (Oberes Nahebergland; 194) zählende Untereinheit Prims-Traun-Senke (194.7).

### Gewässer
Auf dem Südosthang des Dollbergs entspringen mit dem Känel- und Waldbach (Krippbach) der linke und rechte Quellbach des Söterbachs, südlich liegt die Quelle des Prims-Zuflusses Münzbachs. Westlich des bewaldeten Bergs erstreckt sich an der Prims die Primstalsperre (Talsperre Nonnweiler).

## Schutzgebiete
Auf dem saarländischen Teil des Dollbergs liegt das Naturschutzgebiet Dollberg (CDDA-Nr. 81535; 1957 ausgewiesen; 29,87 ha groß). Dort befinden sich auch Teile der jeweils 1976 ausgewiesenen Landschaftsschutzgebiete (LSG) Hochwald-Idarwald mit Randgebieten (CDDA-Nr. 321654; 46,94903 km²) im Nordosten, LSG im Landkreis St. Wendel – in der Gemeinde Nohfelden (CDDA-Nr. 390224; 27,1075 km²) im Südosten und LSG im Landkreis St. Wendel – in der Gemeinde Nonnweiler (CDDA-Nr. 390221; 12,492 km²) im Südwesten. Zudem liegt dort das Vogelschutz- und Fauna-Flora-Habitat-Gebiet Dollberg und Eisener Wald (VSG-/FFH-Nr. 6308-301; 9,28 km²).

## Höchster Berg des Saarlands
Im 20. Jahrhundert galten Dollberg und Schimmelkopf (Weiskircher Höhe) mit dem auf volle Meter angegebenen Wert von 695 m ü. NN Höhe als höchste Erhebungen des Saarlandes. Laut genauen Vermessungen des Landesamts für Kataster-, Vermessungs- und Kartenwesen vom Jahr 2005 ist der Dollberg mit 695,4 m ü. NHN um 0,6 m höher als der Schimmelkopf (694,8 m ü. NHN). Der Gipfel des Dollbergs ist mit Mischwald bedeckt und bietet außer einem Hinweisschild, das ihn als „höchste Erhebung des Saarlandes“ ausweist, keine Ausblicke.

## Ringwall von Otzenhausen
Im Bereich der Südwestausläufer des Dollbergs befindet sich zwischen dem Berg und Nonnweiler der rund 2,5 km lange Ringwall von Otzenhausen, der eine keltische Fliehburg (Oppidum) umgab.

## Verkehr und Wandern
Westlich vorbei am Dollberg und entlang der Primstalsperre führen die ineinander übergehenden Landesstraßen 166 und 147 als Verbindungsstraße zwischen Neuhütten und Otzenhausen. Zum Beispiel an dieser Straße beginnend kann der Berg auf zumeist Waldwegen und -pfaden erwandert werden. Hinüber führt der Saar-Hunsrück-Steig und entlang von westlichem Bergfuß und Stausee der Europäische Fernwanderweg E3.

## Absturz eines Starfighter F-104G

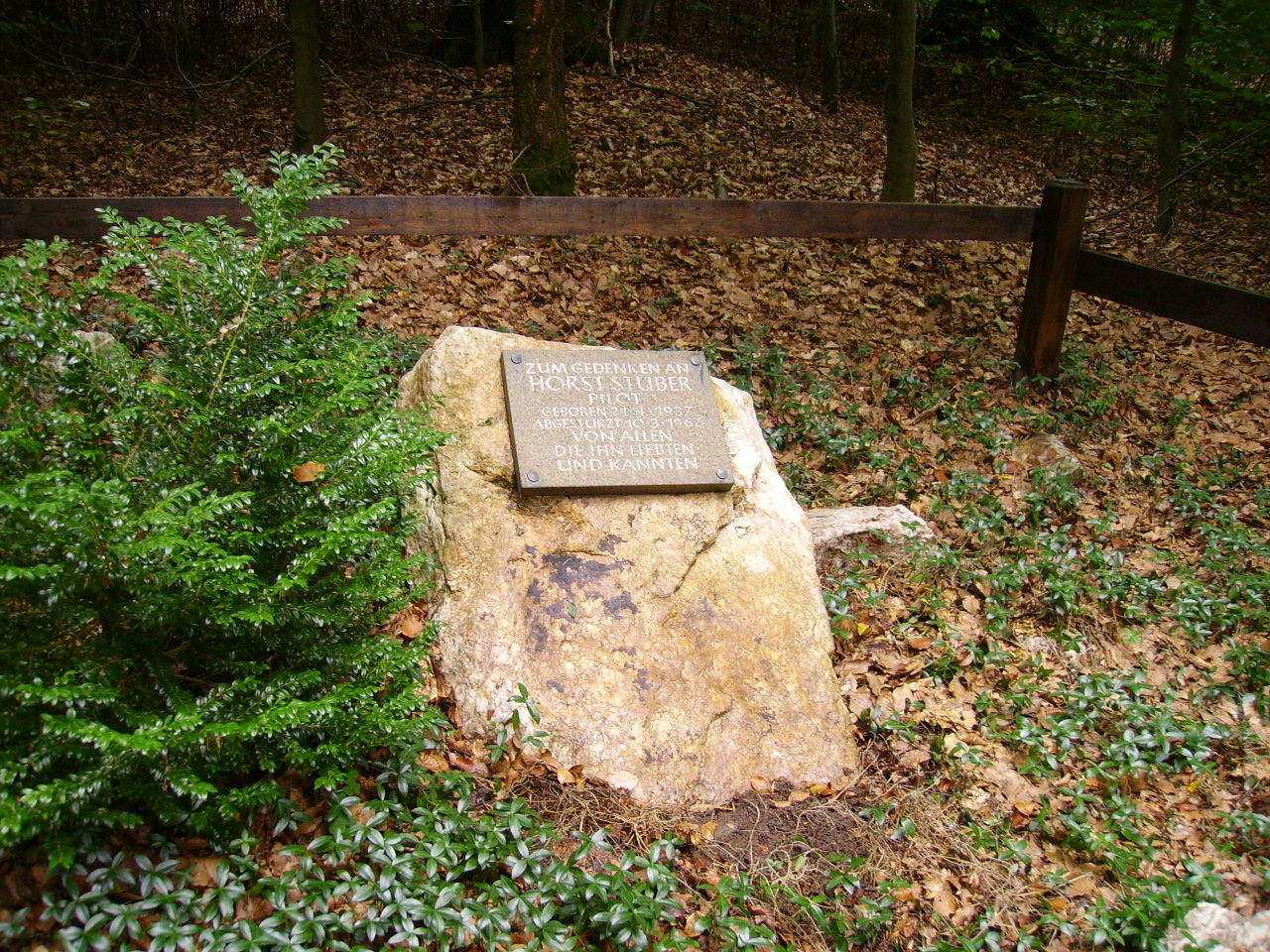
Gedenkstein an der Absturzstelle vom 10. März 1966 in Nähe von Neuhütten (Hochwald)

Am 10. März 1966, gegen 14 Uhr, stürzte nordöstlich Neuhütten, unweit des Ortes, der Luftwaffen-Starfighter DC+117 (Seriennummer: 683-2074, Model F-104G) mit dem 28-jährigen Piloten, Feldwebel Horst Stüber (* 21. April 1937; † 10. März 1966), durch einen technischen Fehler des „Kickers“ ab. Stüber startete zuvor vom Fliegerhorst des Jagdbombergeschwader 33 (JaBoG 33) in Büchel zu einem Übungsflug, der ihn zunächst nach Frankreich und beim Rückflug über den Schwarzwälder Hochwald führte. Um 14 Uhr brachen Funk- und Radarverbindung zum Luftfahrzeug ab. Eine eingeleitete erste Suchaktion blieb erfolglos. Einwohner von Neuhütten gaben an, dass sie einen Knall gehört hatten, diesen aber einem Jagdbomber zuwiesen, der vermutlich die Schallmauer durchbrochen habe. Gefunden wurde die Maschine durch einen Entstörtrupp der RWE tags darauf. Das Unternehmen reagierte auf die Meldung, dass am Forsthaus Neuhof der Strom ausgefallen sei. Auf dem Verfolgungsweg der Versorgungsleitung fand der Entstörtrupp Flugzeugteile und -trümmer sowie eine breite Schneise in einer Buchenschonung. Die Schneise ist heute noch auf Luftbildern, anhand anderen Bewuchses, auszumachen. Die Trümmerteile waren in einem weiten Umfeld verteilt. Gemäß einem Bericht von Der Spiegel: „(… der Kicker…) Dabei handelt es sich um ein automatisches Sicherungsgerät, das ein Überziehen des Star-Fighters beim Steigflug verhindern sollte. Stüber hatte bei seinem Flug vermutlich den Steuerknüppel seiner Maschine zu hastig nach hinten gerissen. Daraufhin sprang der elektrische Schüttelmotor des Kickers an und warf den Steuerknüppel mit einem 22-kg-Schlag nach vorn. Dem Piloten wurde also der Steuerknüppel förmlich aus der Hand geschlagen. Seine im Tiefflug befindliche Maschine wurde dadurch schnell nach unten gedrückt und rammte sich in den Boden“. Das Hermeskeiler Forstamt ermöglichte die Aufstellung eines Gedenksteines.